# Torquato Teixeira de Carvalho
Torquato Teixeira de Carvalho foi um oficial reinol do século XVIII. Casou com Luísa dos Reis, filha de 14 anos de José Francisco Coelho e Lourença dos Reis, e com ela gerou João Teixeira de Carvalho; Antônio Gaspar Teixeira dos Reis; Luís José dos Reis; o frei carmelita Torquato Teixeira Santana Reis; Lourença Maria de Carvalho; Gertrudes Eufrásia dos Reis; Ana Luísa de Carvalho; e Maria Blanda da Silva. Esteve associado à rede comercial do futuro conde de Assumar Pedro Miguel de Almeida Portugal e Vasconcelos e foi nomeado ao posto hiperbólico de "tesoureiro de toda a importância" da câmara municipal de Vila Rica, onde arrecadava o quinto destinado ao rei de Portugal, como consta em um registro de 1714. Depois foi elevado a capitão dos auxiliares do distrito de Ribeirão do Carmo (atual Mariana) pelo capitão-mor Brás Baltasar da Silveira. Em 1720, já era tenente-coronel. Por fim, seria recomendado ao posto de sargento-mor do Forte da Vera Cruz de Itapema, que reconstruiu às suas custas.